# Fochville
Fochville – miasto górnicze w Republice Południowej Afryki, w prowincji Gauteng, w dystrykcie West Rand.
Zostało ono założone w 1920 roku i nazwane na cześć naczelnego dowódcy Ententy w I wojnie światowej, marszałka Ferdynanda Focha.